# Ильинов (хутор)
Ильи́нов — хутор в Мартыновском районе Ростовской области.
Административный центр Ильиновского сельского поселения.

## География
Хутор находится на берегу реки Сал.

## История
Хутор основан в 1804 году.

## Население
| 2010 |
| ---- |
| 1202 |

## Улицы
| - ул. Бровко, - ул. Заречная, - ул. Ленина, - ул. Молодёжная, - ул. Новосёлов, - ул. Школьная, - ул. Юбилейная, | - пер. Мира, - пер. Октябрьский, - пер. Пионерский, - пер. Речной, - пер. Советский, - пер. Степной, - пер. Студенческий. |